# Gregório Maleíno
Gregório Maleíno (em grego medieval: Γρηγόριος Μαλεῗνος; romaniz.: Gregórios Maleínos) foi um oficial bizantino do século X.

## Vida
Gregório pertenceu à família Maleíno. Se sabe que foi protoespatário e practor ou prato, coletor de impostos em Rossano na Calábria. É mencionado em 945 na Vida de Nilo de Rossano. Segundo essa fonte, após o magistro Nicéforo Hexacionita receber o comando da Itália e Calábria, ordenou que se preparasse à reconquista planejada da Sicília com a construção de navios. Esses preparativos foram acompanhados por alta tributação da população do sul da Itália, o que provocou uma revolta em Rossano durante a qual os navios atracados foram queimados e seus capitães foram mortos. Quando Nicéforo chegou em Rossano para punir os habitantes, foi aplacado por Nilo de Rossano. Segundo a Vida, Nicéforo reduziu os impostos locais e repreendeu Gregório.